# Клермон-Ферран

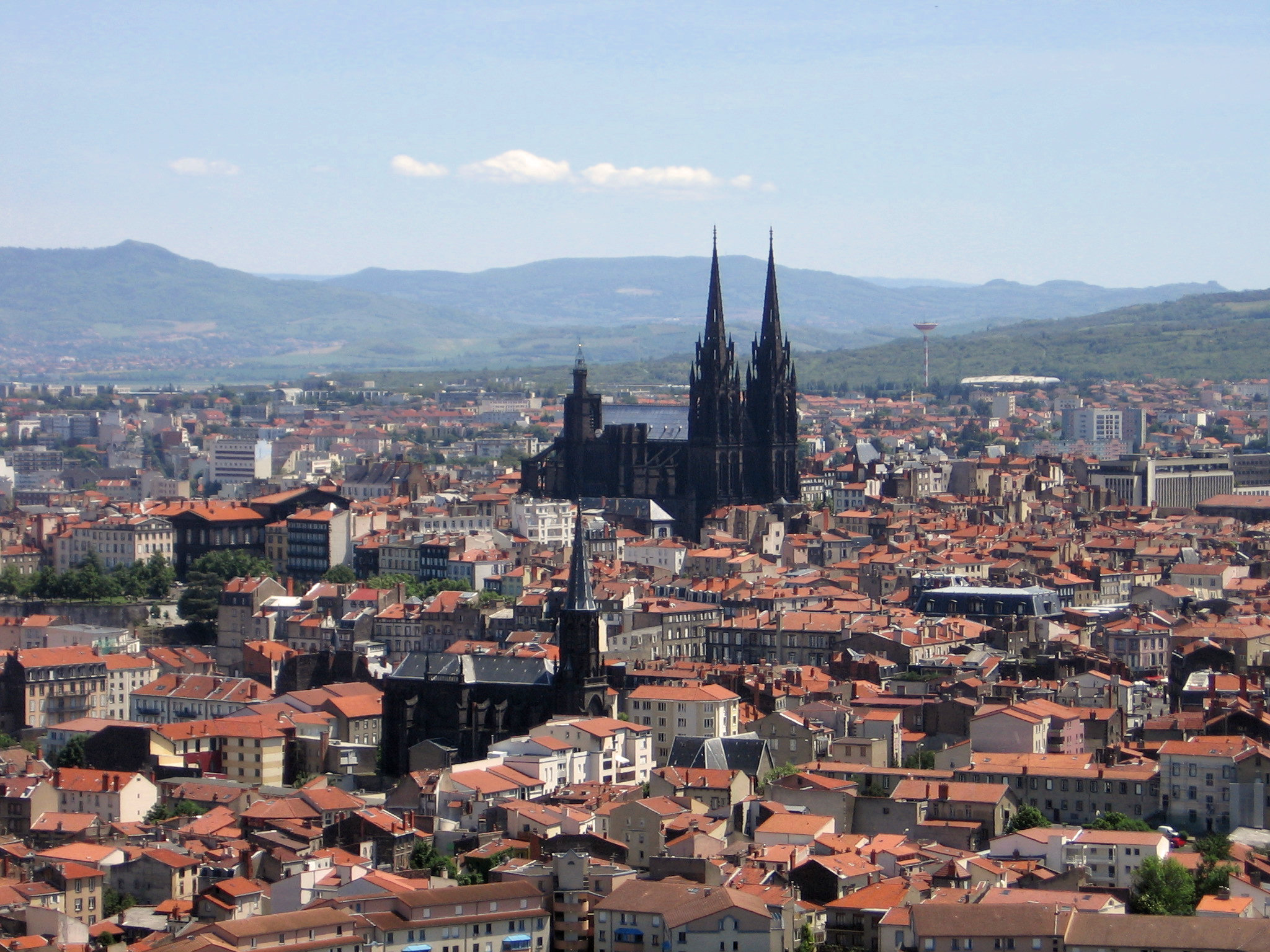
Вид на город из парка Montjuzet

Клермо́н-Ферра́н (фр. Clermont-Ferrand МФА: [klɛʁ.mɔ̃ fe.ʁɑ̃]о файле, окс. Clarmont d'Auvèrnhe) — город и коммуна на юге центральной части Франции, префектура (административный центр) департамента Пюи-де-Дом. Население 147,7 тыс. человек (2022).

## География
Город расположен в Центральном массиве во впадине Лимань, на высоте порядка 410 м над уровнем моря. В окрестностях много гор (гряда Пюи), в том числе потухших вулканов. Близ города расположен курортный городок Руайя (фр. Royat). Также рядом с Клермон-Ферраном — вулканологический парк «Вулкания».

### Климат
| Показатель                    | Янв.  | Фев. | Март  | Апр. | Май  | Июнь | Июль | Авг. | Сен. | Окт. | Нояб. | Дек.  | Год   |
| ----------------------------- | ----- | ---- | ----- | ---- | ---- | ---- | ---- | ---- | ---- | ---- | ----- | ----- | ----- |
| Абсолютный максимум, °C       | 19,4  | 23,5 | 26,6  | 30,0 | 31,6 | 34,9 | 40,7 | 39,5 | 36,8 | 29,0 | 24,1  | 21,3  | 40,7  |
| Средний суточный максимум, °C | 6,9   | 8,9  | 11,8  | 14,8 | 18,7 | 22,5 | 25,6 | 24,9 | 22,4 | 17,3 | 11,0  | 7,3   | 16,0  |
| Средняя температура, °C       | 3,1   | 4,6  | 6,8   | 9,5  | 13,2 | 16,7 | 19,3 | 18,8 | 16,3 | 12,1 | 6,8   | 3,5   | 10,9  |
| Средний суточный минимум, °C  | −0,7  | 0,3  | 1,8   | 4,2  | 7,8  | 11,0 | 13,0 | 12,6 | 10,3 | 7,0  | 2,6   | −0,2  | 5,8   |
| Абсолютный минимум, °C        | −23,1 | −22  | −10,7 | −5,2 | −3,6 | 1,0  | 4,4  | 2,4  | −1   | −5,8 | −10,1 | −17,6 | −23,1 |
| Норма осадков, мм             | 29    | 27   | 29    | 45   | 91   | 67   | 47   | 73   | 57   | 51   | 36    | 33    | 585   |
| Источник: Infoclimat          |       |      |       |      |      |      |      |      |      |      |       |       |       |

## История
Столица Оверни ещё до прихода римлян была крупным центром земли галлов. Греческий историк Страбон упоминает её как Немесс. Уроженцем этих мест считается вождь галлов Верцингеторикс; его статую на центральной площади изваял Бартольди. Считается, что где-то в окрестностях города Верцингеторикс нанёс римлянам чувствительное поражение при Герговии (подробнее см. Герговия).
Название Клермонт или Клермон (Clarmontis; от лат. Augustonemetum) встречается в анналах королевства франков под 761 г. Правителем его в раннее средневековье был епископ. Клермон был местом проведения двух церковных соборов — в 535 и 1095 годах; на Втором Клермонском соборе папа Урбан II призвал свою паству выступить в крестовый поход.
Графы Оверни безуспешно пытались отобрать Клермон у церковников и сделать столицей своих земель. Отчаявшись добиться цели, они основали рядом второй город — Монферран. На протяжении столетий Монферран соперничал с Клермоном, пока наконец не был низведён до статуса его предместья. Сдвоенный город получил название «Клермон-Ферран».

## Экономика
Транспортный узел (пересечение ряда автомобильных и железных дорог). Имеется аэропорт.
В городе расположена штаб-квартира всемирно известного производителя шин Michelin; в городе расположен ряд предприятий компании. Также имеются предприятия машиностроительной, текстильной, полиграфической, бумажной, химической, пищевой промышленности.

### Транспорт

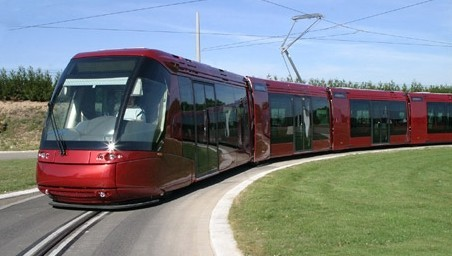
Транслор

Клермон-Ферран был первым французским городом, где была открыта линия электрического трамвая: 27 января 1888 года предприниматель Жан Кларе получил от мэрии Клермон-Феррана концессию на строительство. Линия была благополучно запущена 7 января 1890 года мэром Амеде Гаске — она имела длину 4,5 километра и шла между кварталами Монферран и Жод, через 4 месяца она была продлена до Руая. К 1892 году клермон-ферранским трамваем было перевезено 2,5 миллиона пассажиров. Начиная с 1930-х годов трамвайная система города постепенно деградировала, пока не была закрыта 14 марта 1956 года.
Возобновление трамвайного движения состоялось 13 ноября 2006, когда в городе была запущена необычная транспортная система — транслор — трамвай на шинах.

## Культурное наследие
Самые старые здания, включая собор Нотр-Дам, сложены из камня местной вулканической породы характерного тёмного оттенка. К наиболее ранним памятникам овернской готики принадлежит церковь Нотр-Дам-дю-Порт. Часовня Нотр-Дам-де-ла-Мерси находится на проспекте д’Итали в центре города. 

Историю города можно проследить в залах музея Ранке; несколько залов рассказывают о жизни самого знаменитого уроженца города — Блеза Паскаля. Местный университет был открыт в 1810 году. Сейчас в Клермон-Ферране учатся более 30 000 студентов, расположенных в двух университетах (Овернский университет и университет имени Блеза Паскаля), в коммерческой высшей школе, в политехнических институтах. На филологическом факультете Университета имени Блеза Паскаля существует известное во Франции отделение славяноведения и русистики. В библиотеке этого отделения хранятся более 30 000 книг, среди которых около 5 % находятся во Франции только в этом фонде. 

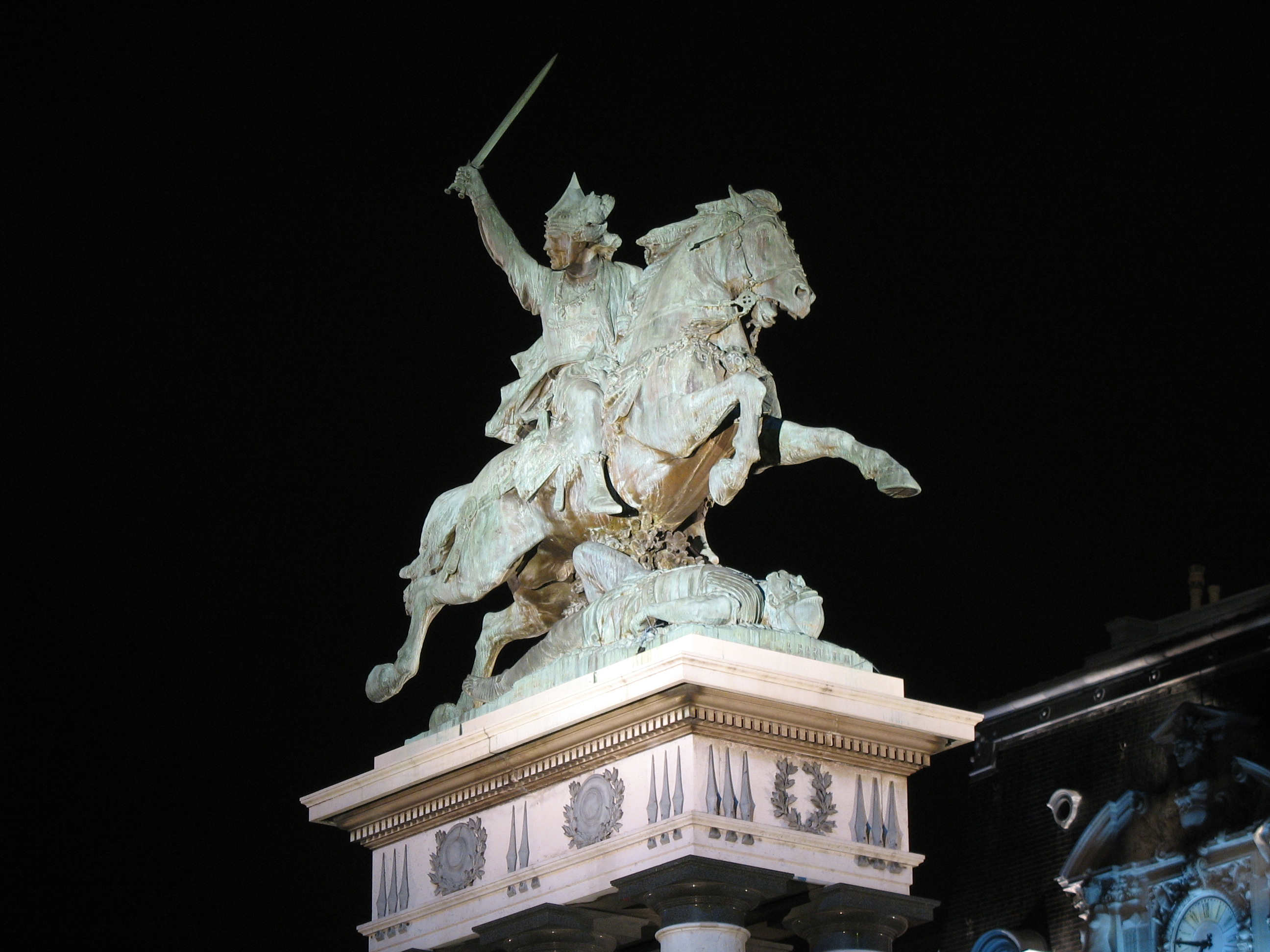
Памятник Верцингеториксу работы Бартольди

В честь этого города взял псевдоним архитектор Огюст Монферран (при рождении Рикар), 40 лет проживший в Санкт-Петербурге и построивший Исаакиевский собор.
С 1979 года в Клермон-Ферране ежегодно проводится международный фестиваль короткометражного кино. Его называют Каннами короткометражного кино.
Улица, на которой расположен городской железнодорожный вокзал, называется «имени Советского Союза». 

## Города-побратимы
- Абердин (англ. Aberdeen), Шотландия, Великобритания (с 1955)
- Салфорд (англ. Salford), Англия, Великобритания
- Регенсбург (нем. Regensburg), Германия (с 1969)
- Гомель (бел. Гомель), Беларусь
- Овьедо (исп. Oviedo), Испания
- Норт-Квинсленд[англ.] (англ. North Queensland), Австралия
- Брага (порт. Braga), Португалия
- Норман (англ. Norman), Оклахома, США
- Оем (фр. Oyem), Габон